# Усадьба Сайдашева
Усадьба Сайдашева — комплекс исторических зданий в Казани, в Старо-Татарской слободе, на улице Нариманова, дом 63. Построен в конце XIX века. Объект культурного наследия регионального значения.

## История
Главный дом усадьбы выстроен в 1880 году для купца Ахметзяна Яхьича Сайдашева по проекту архитектора П. И. Романова. По проекту того же архитектора в 1882 году построен флигель. Купец Сайдашев разбогател на торговле чаем, кожевенными изделиями, стеклом, а впоследствии, вместе с сыном и наследником Мухаметзяном — пушниной. Ахметзян и Мухаметзян Сайдашевы издавали с 1906 года газету «Баянэльхак» («Изложение истины»), сыгравшую роль в татарском национальном возрождении.

## Архитектура
Ансамбль усадьбы, состоящий из главного дома и флигеля, относится к стилю эклектики классицистического направления. Двухэтажный дом, имеющий со двора антресольный этаж, под четырёхскатной крышей, стоит с отступом от красной линии улицы. В плане он приблизительно квадратный. Уличный фасад в семь оконных осей симметричный, имеет боковые ризалиты с венчающими их треугольными фронтонами. Окна украшены прямыми сандриками. В декоре фасада использованы пилястры, рустовка, тяги, полочки и филёнки. Двухэтажный флигель выходит на улицу узким фасадом в три оконных оси, его уличный фасад соответствует одному из образцовых проектов середины XIX века. По углам здания — поэтажно расположенные рустованные лопатки, рустован и нижний этаж. Окна нижнего этажа лишены оформления (существовавшие ранее замковые камни сбиты), окна верхнего этажа с лучковыми перемычками, заключены в выступающие наличники. Фасад завершён небольшим аттиком с ложным слуховым окном. На фасаде множество элементов оформления, таких как лопатки, раскреповки, ниши, сухарики, что приводит к излишней дробности фасада.